# St.-Barbara-Kirche (Krakau)

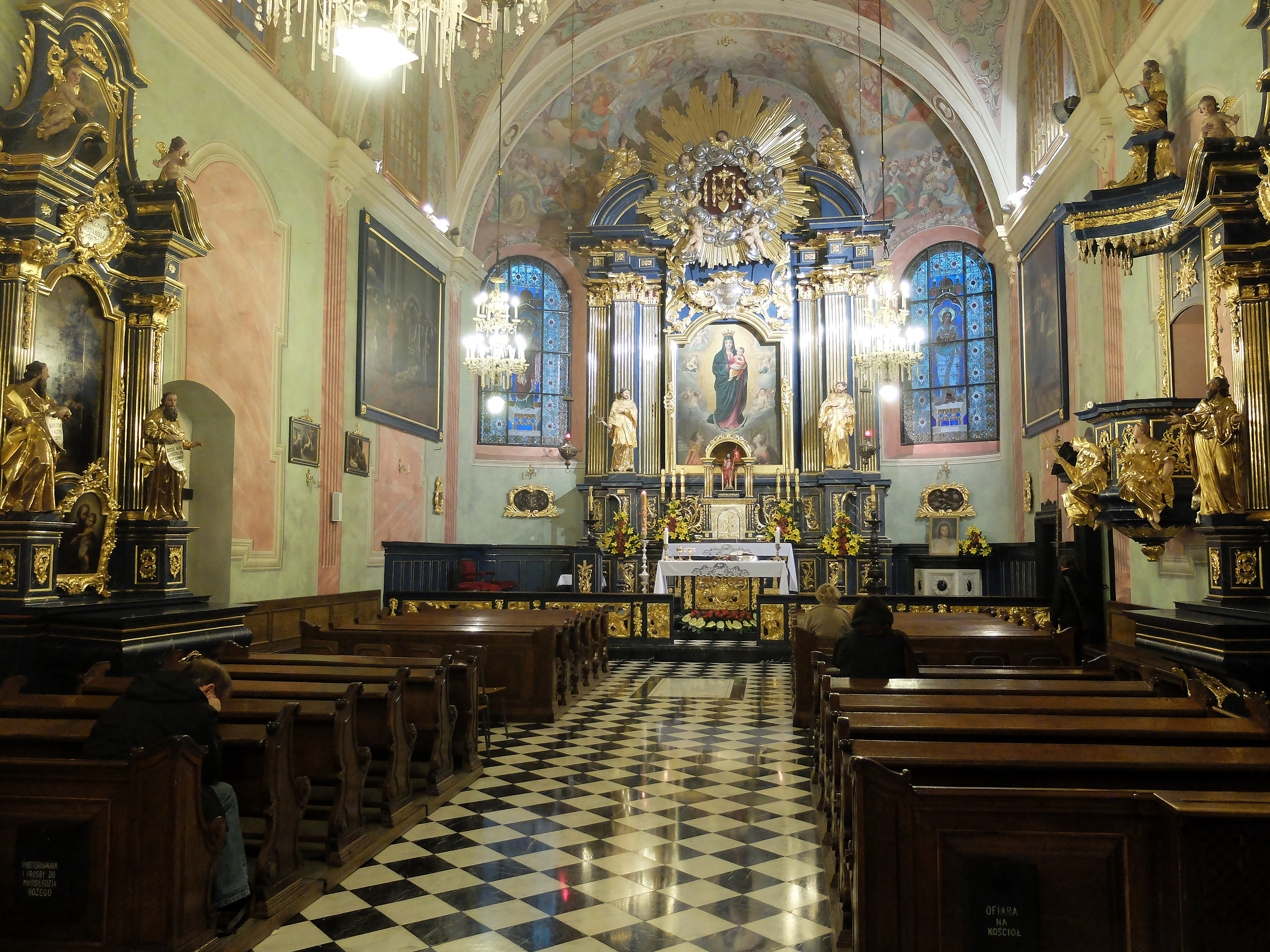
Kircheninneres

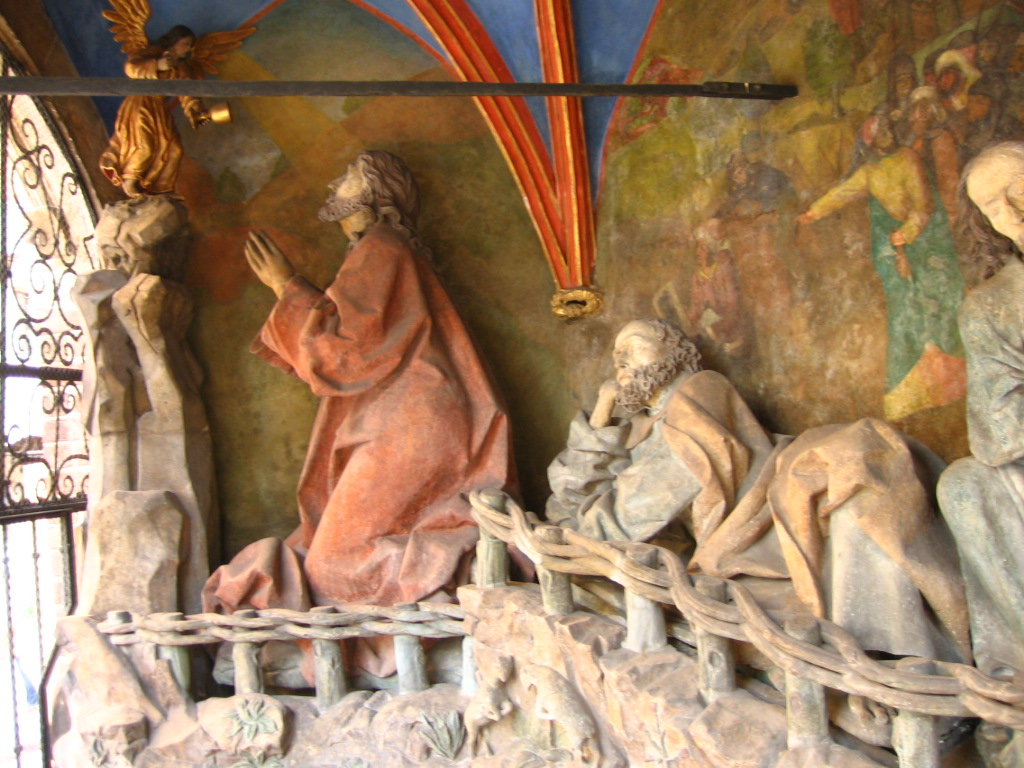
Ölberggruppe von Veit Stoß (um 1490)

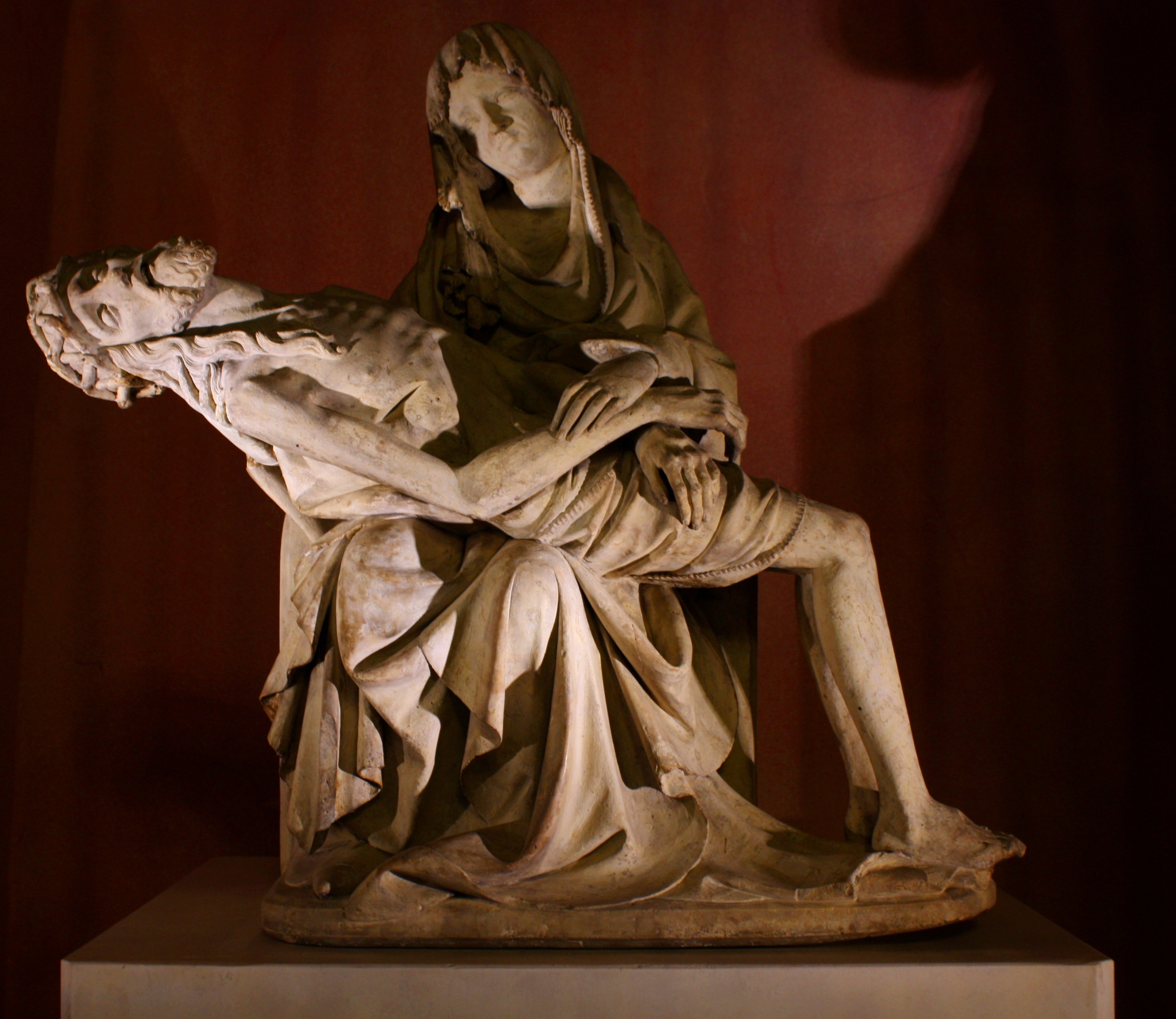
Pietà (um 1390)

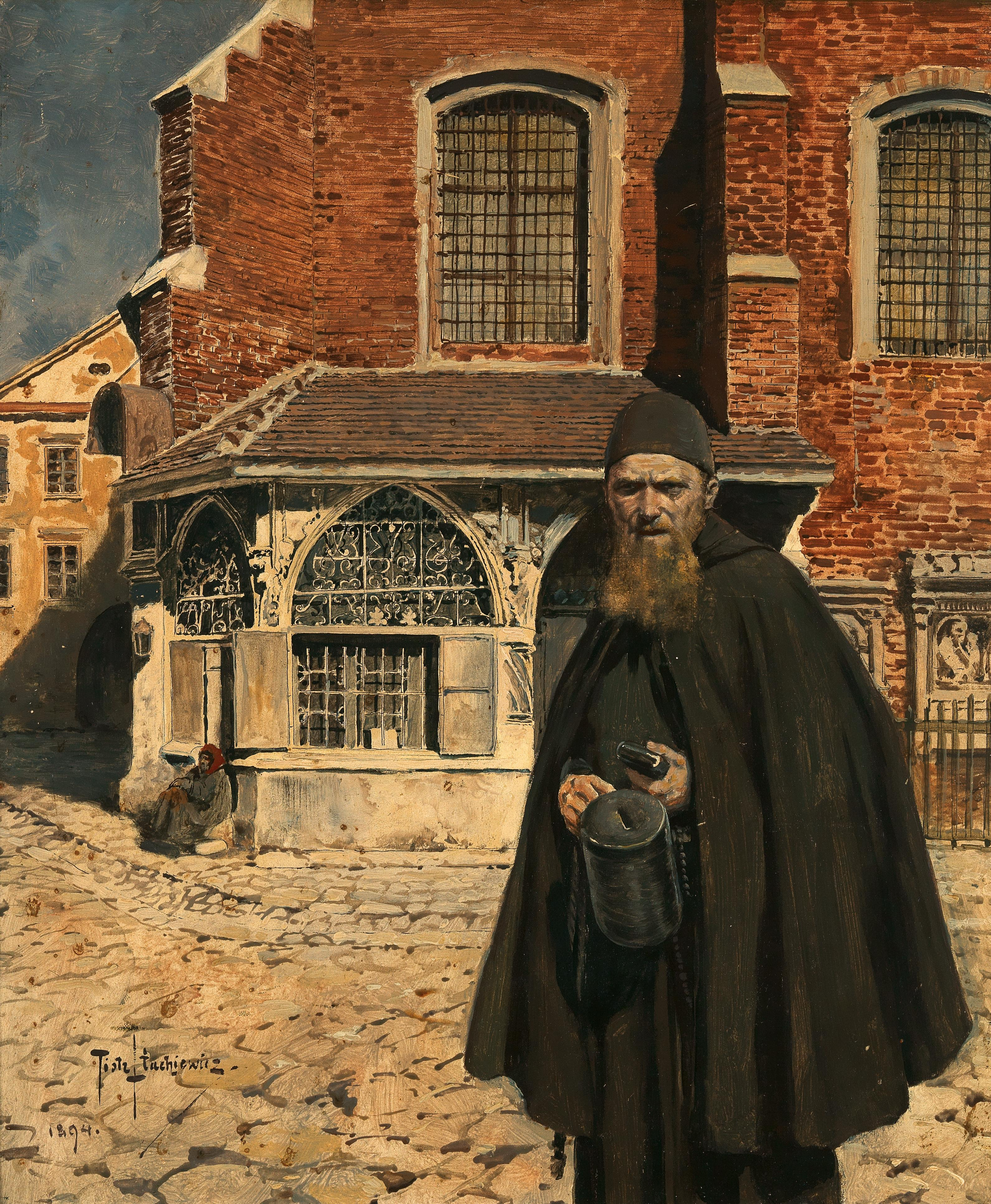
Piotr Stachiewicz: Almosensammlung, 1894 (im Hintergrund die gotische Vorhalle von St. Barbara)

Die Barbarakirche (polnisch Kościół św. Barbary) in Krakau, Polen, ist eine römisch-katholische Kirche und gehört aufgrund ihrer Geschichte, ihrer Architektur und ihrer Kunstschätze zu den besonders charakteristischen Bauwerken der Krakauer Altstadt. In enger historischer Verbindung mit der imposanten Marienkirche und dem Jesuitenorden in Polen spiegelt sie die Geschichte der Wawelstadt im Laufe von sechs Jahrhunderten wider. Einige Male wechselten die Besitzer des Bauwerkes und somit die Bestimmung und der Charakter. Mehrmals umgestaltet und mit Ansätzen aus verschiedenen Epochen bereichert, vereinen sich vor allem Gotik und Barock zu einem malerischen Ganzen.
Bei Künstlern gilt der Marienplatz zwischen den Kirchen St. Barbara und St. Marien als einer der schönsten im alten Krakau. Auf zahlreichen Gemälden namhafter Künstler ist die Barbarakirche ganz oder teilweise zu sehen.

## Geschichte
Die Anfänge der Barbarakirche verlieren sich im Dunkel der Geschichte. Einer alten Krakauer Sage nach ist die Barbarakirche gleichzeitig mit der Marienkirche entstanden. Demnach sollen die am Bau der Krakauer Marienkirche beschäftigten Mitglieder der Maurerzunft die Barbarakirche aus übriggebliebenem Baumaterial als Votivgabe errichtet haben.
Wahrscheinlicher ist, dass die auf dem Marienkirchhof, dem heutigen Marienplatz, vom Krakauer Bürger Nikolaus Wierzynek errichtete Friedhofskapelle den Ursprung der heutigen Kirche darstellt.
In den Jahren 1394–1402 wurde die dreijochige Kapelle (wohl aus den Mitteln der Königin Hedwig-Stiftung) um zwei weitere Joche zur Kirche erweitert. Zu damaliger Zeit besaß die Kirche neben dem Hauptaltar schon vier Seitenaltäre.
Aufgrund der wachsenden deutschen Gemeinde wurden mit der Zeit die Predigten in polnischer Sprache aus der Marienkirche in die Barbarakirche verdrängt. Neben den polnischen Predigten wurden in der kleineren Kirche auch die Gottesdienste der hier tätigen Bruderschaften gehalten.
Auf der Wintersitzung anno 1536/37 des polnischen Parlaments (Sejm) in Krakau gebot König Sigismund I., die Predigten in polnischer Sprache erneut in die große Marienkirche zu verlegen. Die deutschen Predigten sollten dagegen in der Barbarakirche abgehalten werden. Dies war einerseits ein Zeugnis für das Erwachen des nationalen Selbstbewusstseins und der Ausprägung eines Nationalstolzes, andererseits aber auch die Folge der Polonisierung des deutschen Bürgertums.
Nach einer über 50-jährigen Pause seit 1945, bedingt durch die antideutsche Haltung der kommunistischen Regierung, wird seit 1997 in der St.-Barbara-Kirche an Sonn- und Feiertagen wieder die Heilige Messe auf Deutsch gelesen.

## Gemeinde
Die Kirche wird heute sowohl von den polnischen Katholiken als auch von deutschsprachigen Gläubigen genutzt.
Die deutschsprachige Gemeinde entwickelt seit dem Beginn ökumenische Ansätze, da viele Gemeindemitglieder ökumenisch verheiratet sind. Kernpunkt bilden, neben monatlichen Gemeindetreffen, immer wieder Konzerte europäischer Chöre, Musiker und Solisten. Dazu trägt besonders der St.-Barbara-Chor der beiden Gemeinden bei.

## Ausstattung
Seit dem Jahr 2002 wird die Barbarakirche mit großem finanziellem Aufwand restauriert. 2002 wurde die Fassade gereinigt und 2003 begannen die Restaurierungsarbeiten im Innenraum.
Bedeutendstes Kunstwerk der Kirche ist die Skulptur der Schmerzensmutter (Pietà) des Meisters der Schönen Madonnen aus Breslau.
Die beiden Glocken wurden 1589 und 1595 gegossen.

## Orgel
Die Orgel wurde im Jahre 1894 durch die Orgelbaufirma Rieger erbaut. Das Kegelladen-Instrument hat 16 Register auf zwei Manualen und Pedal. Die Spiel- und Registertrakturen sind mechanisch.
| I Hauptwerk C–f3 |            |     |
| 1.               | Bordun     | 16′ |
| 2.               | Principal  | 8′  |
| 3.               | Hohlflöte  | 8′  |
| 4.               | Salicional | 8′  |
| 5.               | Octave     | 4′  |
| 6.               | Dolce      | 4′  |
| 7.               | Mixtur IV  |     |

| II Brustwerk C–f3 |                 |    |
| 8.                | Geigenprincipal | 8′ |
| 9.                | Rohrflöte       | 8′ |
| 10.               | Aeoline         | 8′ |
| 11.               | Vox coelestis   | 8′ |
| 12.               | Flöte           | 4′ |
| 13.               | Violine         | 4′ |
|                   | Tremulant       |    |

| Pedalwerk C–d1 |             |     |
| 14.            | Violon      | 16′ |
| 15.            | Subbass     | 16′ |
| 16.            | Violoncello | 8′  |

- Koppeln: II/I, I/P,
- Spielhilfen: Feste Kombinationen (Forte I, Forte II, Tutti), Registercrescendo